# جيم بريتون (لاعب كرة قاعدة)
جيم بريتون (بالإنجليزية: Jim Breton)‏ هو لاعب كرة قاعدة أمريكي، ولد في 15 يوليو 1891 في شيكاغو في الولايات المتحدة، وتوفي في 30 مايو 1973 في بلويت في الولايات المتحدة.

## وصلات خارجية
- جيم بريتون (لاعب كرة قاعدة) على موقعبيزبول رفرنس.كوم (الدوري الرئيسي) (الإنجليزية)